# Charaxes cimon
Charaxes cimon är en fjärilsart som beskrevs av Felder 1866. Charaxes cimon ingår i släktet Charaxes och familjen praktfjärilar. Inga underarter finns listade i Catalogue of Life.